# Abbazia di Santa Maria di Agnano
L'abbazia di Santa Maria di Agnano è un edificio sacro che si trova in località Badia Agnano, a Bucine.
L'abbazia benedettina fu fondata prima del Mille dai signori di Castiglion Alberti. Nell'XI secolo confluì nell'ordine camaldolese, da cui risulta dipendere nel 1113. Nel tempo divenne un importante feudo ecclesiastico con il controllo su numerose chiese della Valdambra, del Valdarno, della Valdichiana, di Arezzo e del Senese.
Nel XIV secolo entrò in decadenza e dalla metà del XV secolo fu retta da abati commendatari. Ritornò ad essere possesso camaldolese nel 1566 per intervento di San Carlo Borromeo, ultimo abate commendatario, e restò al monastero di Camaldoli fino alle soppressioni napoleoniche. Delle antiche fortificazioni, costruite dai monaci a difesa del monastero, restano a testimonianza solo tracce sulla porta di accesso al paese.
Dell'antico complesso rimangono oggi la chiesa dell'antica Abbazia, che corrisponde all'attuale chiesa dei santi Tiburzio e Susanna, la canonica e la Chiesa della Compagnia della Visitazione. Il resto del complesso abbaziale è oggi inglobato in civili abitazioni.